# Christine Wodetzky
Christine Wodetzky, all'anagrafe Christa Elisabeth Wodetzky (Lipsia, 5 gennaio 1938 – Berlino, 7 dicembre 2004), è stata un'attrice tedesca, che fu attiva prevalentemente in campo televisivo e teatrale.

## Biografia
Tra i volti più noti della televisione tedesca, sul piccolo schermo, partecipò ad una sessantina di differenti produzioni (interpretando oltre 120 ruoli diversi), a partire dalla metà degli anni sessanta. 
Tra i suoi ruoli principali, figurano, tra l'altro, quello di Anna Bolena nel film TV Heinrich VIII. und seine Frauen (1968), quello di Caroline nel film TV Verraten und verkauft (1969), quello della Sig.ra Bergmann nel film Die wunderbaren Jahre (1979), quello di Elisabeth Lorentz nella serie televisiva Lorentz e figli (1988), quello della Dott.ssa Carola Engels nella serie televisiva Die Flughafenklinik (1995-1996) , quello di Katharina von Preiss nella serie televisiva Hinter Gittern - Der Frauenknast (1998-2001).
Fu un volto noto al pubblico per essere apparsa come guest-star in vari episodi delle serie televisive Il commissario Köster/Il Commissario Kress (Der Alte) e L'ispettore Derrick.
Lavorò inoltre nei principali teatri di Amburgo, Düsseldorf, Zurigo.
Christine Wodetzky muore a Berlino il 7 dicembre 2004 dopo una lunga malattia all'età di 66 anni.

## Filmografia parziale

### Cinema
- Dossier Odessa (1974) - Gisela
- Bis zur bitteren Neige (1975) - Nataša Petrovna
- Die wunderbaren Jahre (1979) - Sig.ra Bergmann

### Televisione
- Das Lächeln der Gioconda - film TV (1966) - Doris Meade
- Dieser Platónow... - film TV (1967)
- Heinrich VIII. und seine Frauen - film TV (1968) - Anna Bolena
- Troilus und Cressida - film TV (1969) - Cressida
- Transplantation - film TV (1969) - Suor Wolkowa
- In einem Monat, in einem Jahr - film TV (1969) - Josée de Saint-Cyr
- Verraten und verkauft - film TV (1969) - Caroline
- Maximilian von Mexiko - film TV (1970)
- Der Kommissar - serie TV, 2 episodi (1971-1975) - ruoli vari
- Das Kurheim - serie TV, 13 episodi (1972) - Marion Mohn
- Ein Fall für Männdli - serie TV, 1 episodio (1973)
- Der kleine Doktor - serie TV, 1 episodio (1974)
- I falciatori di margherite - miniserie TV (1974)
- Squadra speciale K1 - serie TV, 2 episodi (1974-1977)
- Frag nach bei Casanova - film TV (1975)
- L'ispettore Derrick - ep. 03x06, regia di Alfred Vohrer (1976) - Helga Hoffmann
- Il commissario Köster/Il Commissario Kress (Der Alte), 13 episodi (1977-1998) - ruoli vari
- Padri e figli - film TV (1978)
- Marija - film TV (1978)
- L'ispettore Derrick - ep. 05x09, regia di Alfred Vohrer (1978) - Elsa Hassler
- Notsignale - serie TV, 1 episodio (1979)
- Kläger und Beklagte - serie TV, 1 episodio (1979)
- L'ispettore Derrick - ep. 07x01, regia di Theodor Grädler (1980) - Hanna Windorf
- La nave dei sogni - serie TV, 1 episodio (1982)
- Liebe hat ihre Zeit - film TV (1982)
- L'ispettore Derrick - ep. 10x08, regia di Zbyněk Brynych (1983) -  Sig.ra Korda
- Un caso per due - serie TV, 1 episodio (1985)
- Schöne Ferien - serie TV, 1 episodio (1985)
- Geheimnis in Cornwall - film TV (1986) - Lady Margarete Weatherford
- Tatort - serie TV, 1 episodio (1988)
- Lorentz e figli - serie TV (1988) - Elisabeth Lorentz
- Liebling Kreuzberg - serie TV, 1 episodio (1988)
- Die Männer vom K3 - serie TV, 1 episodio (1988)
- L'ispettore Derrick - ep. 16x06, regia di Theodor Grädler (1983) - Sig.ra Renzi
- Pension Corona - serie TV (1990)
- Die glückliche Familie - serie TV, 1 episodio (1990)
- Rothenbaumchaussee - film TV (1991)
- L'ispettore Derrick - ep. 18x10, regia di Helmuth Ashley (1991) -  Sig.ra Wiesner
- Cluedo - Das Mörderspiel - serie TV, 7 episodi (1993) - Baronessa Elisabeth von Porz
- L'ispettore Derrick - ep. 20x03, regia di Günter Gräwert (1993) -  Günter Gräwert
- Ein unvergeßliches Wochenende - serie TV, 1 episodio (1993)
- Sylter Geschichten - serie TV (1993)
- Schade um Papa - serie TV (1995)
- Die Flughafenklinik - serie TV, 9 episodi (1995-1996) - Dott.ssa Carola Engels
- Feuerbach - serie TV, 1 episodio (1996) - Karin Feuerbach
- Hinter Gittern - Der Frauenknast - serie TV, 15 episodi (1998-2001)
- Squadra speciale Lipsia - serie TV, 1 episodio (2002)
- Stefanie - serie TV, 1 episodio (2002) - Katharina von Preiss

## Premi e nomination
- 1970: Goldene Kamera come miglior attrice tedesca per Verraten und verkauft[6]
- 1979: Premio Bambi come miglior attrice nazionale per Die wunderbaren Jahre[6]